# Codex Freerianus
De Codex Freerianus, (Gregory-Aland no. I of 016), is een bijbelhandschrift op perkament. Deze in unciaal-hoofdletters geschreven codex dateert uit de 5e eeuw.

## Beschrijving
De Codex Freerianus bestaat uit 84 bladen (25 x 20 cm). Hij bevat de brieven van Paulus, maar de (brief aan de Romeinen ontbreekt).
De Codex representeert de Alexandrijnse tekst (met Byzantijnse invloeden), Kurt Aland plaatste de codex in Categorie II.
Het handschrift bevindt zich in het Smithsonian Instituut (Freer Gallery of Art, 06.275), in Washington.